# آرتور جی
آرتور جی (انگلیسی: Arthur Gee; june 1892 – ۱۹۵۹ (۶۶−۶۷ سال)) بازیکن فوتبال اهل بریتانیا بود.
از باشگاه‌هایی که در آن بازی کرده‌است می‌توان به باشگاه فوتبال اولدهام اتلتیک، باشگاه فوتبال ویتون آلبیون، باشگاه فوتبال نانیتون تاون، باشگاه فوتبال روچدیل، و باشگاه فوتبال استالی‌بریج سلتیک اشاره کرد.